# Marquise de Saint-Paul
La marquise de Saint-Paul, née Marie Charlotte Diane Feydeau de Brou, est une bienfaitrice, pianiste et salonnière française, née le 25 mars 1848 à Paris et morte le 24 décembre 1943 à Paris.

## Biographie
Fille de Charles Eugène Feydeau, marquis de Brou, et de Eugénie Aglaé Adèle Sapey, elle épouse, le 21 novembre 1866, à Paris, Charles Le Ray de Chaumont, marquis de Saint-Paul, avec lequel elle n'aura pas d'enfant. Le mariage est célébré en présence de Charles Léon, Comte Feydeau de Brou, chef d'escadron d'état-major, chevalier de la légion d'Honneur, son oncle paternel, et de René Henri de la Croix, son oncle maternel, de Pierre Armand Jean Vincent Hippolyte, marquis de Gouvello de Keriaval, grand-oncle paternel de l'époux, de Charles, marquis de Valori de Rustechelli, oncle maternel de l'époux.
Le 7 mars 1879, elle est nommée trésorière du comité des dames patronnesses de la société de patronage des orphelinats agricoles, œuvre dont elle deviendra par la suite présidente.
Amoureuse de l'Art sous toutes ses formes, elle s'investit également dans le comité de l’œuvre de la propagande des bons livres, sous la présidence de la Duchesse d'Uzès, en tant que Dame patronnesse, en 1886.
Cette même année, elle s'engage également aux côtés de Jules Simon, président de l'œuvre des ambulances urbaines, en tant que Dame patronnesse.
Membre de différents comités de patronage, elle organise divers concerts dans des grandes salles, comme au Nouveau-Théâtre, en 1898.
Apprenant la paralysie dont vient d'être frappé son ami et violoncelliste de renom, César Casella, et comprenant le devoir de se préoccuper de son avenir, elle constitue, sous sa présidence, un comité en vue de l'organisation d'un concert et tombola en sa faveur, à la Salle Érard, le 12 avril 1900,et  pour lesquelles les plus grands maîtres acceptent de donner leurs œuvres,.
En 1905, elle entre au comité de patronage de l'organisation d'une grande manifestation, au théâtre Sarah Bernhardt, au profit des héros de Port-Arthur.
Elle s'associe, en 1911, au Comte Arthur de Gabriac, au sein du comité de patronage en vue de l'organisation d'un gala, au théâtre Femina, au profit des victimes du Liberté.
À la suite du décès de sa mère, en 1913, dont elle s'est occupée jusqu'au dernier jour, elle décide d'entamer un voyage en extrême-orient et séjourne, quelque temps, à Bombay. Aux premières nouvelles de la guerre, écourtant son voyage autour du monde, entrepris depuis près d'un an, elle regagne Paris, non sans certaines difficultés. Souhaitant s'engager dans l'effort de guerre, dès son retour dans la capitale, elle réunit les femmes de son quartier et les rémunère pour leur travail. Par ailleurs, elle promet la fourniture au soldats de 1000 à 1200 plastrons de flanelle par mois.
En janvier 1918, se trouvant l'hôte de la Comtesse di San Gallo, à Dinard, elle se produit, à la demande de cette dernière, à l'hôtel Plaza, avec Renée du Minil, Madame Le Fort et Mrs Francis Rogers, pour les convalescents français et américains.
Véritable mécène, elle prend sous son aile le jeune peintre mondain, Roger de Montebello, qui immortalise notamment, dans le courant de l'année 1932, à la Galerie Charpentier, la Comtesse de la Rochefoucauld, Mademoiselle de la Bégassière et Joan Crawford.
Elle meurt le 24 décembre 1943, à 9 heures, en son domicile situé sur le seizième arrondissement de Paris, au 3 rue Nitot.
Aux termes d'un testament mystique en date du 3 février 1942, déposé judiciairement au rang des minutes de Maître Denys Laurent, notaire à Paris, elle prend des dispositions sujettes à autorisation administratives, en exécution du décret du 1er février 1896. Ces dites dispositions sont énoncées par acte en date du 1er mai 1944.
Par décret en date du 30 décembre 1946, le secrétaire perpétuel de l'Académie des Beaux-Arts est autorisé à accepter, au nom de cette compagnie, aux charges et conditions énoncées dans son testament, le legs à titre universel et le legs particulier de 100 000 francs qu'elle lui a consentis.

## Le salon musical de la marquise
Amoureuse des Arts et pianiste émérite, elle tient un salon musical, en son hôtel particulier du 3, rue Roquépine puis au 3, rue Nitot, à Paris, où elle organise des concerts, bals et autres raouts au cours desquels elle interprète les morceaux des auteurs classiques ainsi que ceux des compositeurs fréquentant son salon et celui de sa mère, la marquise de Brou, souvent accompagnée, au deuxième piano, par les auteurs.
Parmi les artistes reçus, on croise notamment le violoncelliste Jules Delsart,,, le violoniste Del Sarte à qui elle offre un violon dont l'archet est gravé de son prénom 'Diane', la Princesse de Brancovan, avec laquelle elle joue régulièrement à quatre mains, l'éminente pianiste russe Anna Esipova, les violonistes Guillaume Rémy et Louis Van Waefelghem, les compositeurs Camille Saint-Saëns et Charles-Marie Widor, la cantatrice Gabrielle Krauss.
À l'occasion d'un concert donné, le 26 mars 1884, à la salle Érard, pour l’œuvre des orphelins agricoles, sous la présidence de la marquise de Gouvello, elle s'illustre en interprétant, avec brio, un concerto en ut mineur de Beethoven.
Sa mère ayant fait construire un hôtel à Paris, au 3, rue Nitot, inauguré le 17 mai 1894, par une somptueuse pendaison de crémaillère et dont la décoration de la salle de musique est laissée sous sa responsabilité, elle décide de s'installer avec cette dernière et de donner, de concert, de somptueuses réceptions musicales.
Elle organise, en son hôtel, le 31 mai 1894, un festival consacré à l’œuvre de Benjamin Godard au cours duquel elle interprète introduction et allegro de concerto. Ce festival permit également d'entendre Mademoiselle Manière interpréter, seule, Symphonie légendaire, Au manoir, Ballade et L'invitation au voyage, chanson de juillet, accompagnée de Monsieur Diaz de Soria et des chœurs, Tentation, et, accompagnée uniquement des chœurs, Les Elfes, Messieurs Falkenberg et Rivière reprendre La mare aux fées, Monsieur Diaz de Soria chanter Dans la cathédrale, et les chœurs entonner Dans la forêts aux feux-follets.
Le lendemain, 1er juin, elle consacre un second festival à son ami, Camille Saint-Saëns, au cours duquel elle interprète, accompagnée du compositeur lui-même, de Louis Diémer, de Guillaume Rémy et de Messieurs Casella, Tracol, Giannini et de Builly, concerto en sol mineur, et accompagna, à quatre mains avec l'auteur, Mademoiselle Manière qui interprète Les Fées. Le programme annonce également Gabrielle Krauss reprenant un air de Henri VIII, Monsieur Casella, Sérénade, le cygne, Madame Marcy, de l'Opéra, un air de Phryné, Mademoiselle Paepke, Là-bas, Louis Diémer et l'auteur, Caprice arabe pour deux pianos et le final est laissé à Gabrielle Krauss et Mademoiselle Manière qui interprètent El desdichado.
Le compositeur, enchanté par l'interprétation de ses œuvres, lui offre une orchidée qui porte les mots "Souvenir du concerto en sol mineur".
Toujours au fait des nouvelles tendances et en quête de nouveautés, elle accueille, dans ses salons, de nombreuses premières et notamment, le 10 mai 1895, la première représentation de Germaine, l'opéra-comique en un acte de Madame Manuela, pseudonyme artistique de la Duchesse d'Uzès, sur une musique composée par Thomé, et joué par Mademoiselle Ganne, Renée du Minil de la Comédie française et par Robert le Lubez.
Dans le courant du mois de mai 1895, elle consacre une soirée à Jules Massenet, avec lequel elle entretient une correspondance soutenue, au cours de laquelle plusieurs œuvres inédites du compositeur sont présentées.
Artiste reconnue, elle participe à de nombreux concerts souvent organisés par des œuvres de charité et joue, à quatre mains, avec de nombreux artistes de renom.
Ainsi, le 25 avril 1896, elle interprète, à l'occasion d'une matinée organisée, à la Salle d'horticulture, par la société des concerts amateurs au profit de l’œuvre de la miséricorde, présidée par la Maréchale Mac-Mahon, Duchesse de Magenta, concerto en ut mineur de Beethoven, andante de la 1re symphonie et allegretto de la 2e symphonie de Mendelssohn et Menuet-Lavallière et duo d'amour de Francis Thomé, sous la direction de Gabriel Maire,.
Dès l'été 1897, elle s'installe, durant la période estivale, avec sa mère, dans leur villa de Versailles, avenue de Villeneuve-l'Étang, où elles reçoivent, comme à Paris, le jeudi,.

## L’œuvre des enfants d'artistes
Fondée en 1912 par la baronne Suzanne de Bourgoing-Reichenberg, pour venir en aide aux enfants des artistes, en tournée, l’œuvre des enfants d'artistes se transforme, dès la première année de la guerre, en distribuant des paquets d'alimentation et de médicaments. Au sortir de la guerre, elle s'engage dans la lutte contre la maladie, en plaçant les enfants débilités par les privations en preventia et sanatoria. Dès lors, cette œuvre caritative n'a de cesse d'étendre son action, en envoyant les enfants d'artistes et les élèves artistes en nourrice, en traitement, en convalescence ou encore en vacances, et en distribuant des allocations pour allaitement et suralimentation. Ses ressources ne venant que de la charité, elle fait appel à tous ceux qui ont pitié des enfants, ses besoins croissant mois après mois.
En 1938, l’œuvre était présidée par la marquise, secondée par Gabrielle Robinne, Marguerite Deval, Lucien Chenard, Émile Fabre, Louis Masson et Édouard-Marcel Sandoz.
En tant que Présidente de l’œuvre des enfants d'artistes, elle organise dans ses salons, à l'hiver 1937, des conférences données par Camille Mauclair, René Pinon, Hélène Vacaresco et Raymond Isay qui obtiennent le plus grand succès et sont suivies par l'élite de la société parisienne et étrangère.
Présidente dévouée, elle organise, chaque année, à la Salle Pleyel un concert où, excellente artiste, elle enchante ses auditeurs.

## Décorations
Le 2 juillet 1871, elle reçoit la croix de bronze de la société française de secours aux blessés militaires.
Par décret en date du 31 juillet 1934, rendu sur le rapport de l'Éducation nationale, elle est nommée Chevalier de la Légion d'Honneur, en sa qualité de membre du comité d'honneur de l'orphelinat des Arts.
Par cette distinction, ce sont cinquante-deux années d'engagement dans les œuvres de charité qui sont honorés, s'occupant de différentes œuvres et organisant de nombreux concerts artistiques de charité., Membre du comité d'honneur de l'orphelinat des Arts, depuis 1880, et membre de la société des amis du Conservatoire et de la société française de sauvetage, elle a à cœur, tout au long de sa vie, de venir au secours des autres et d'encourager les Arts.
Elle fait ainsi une donation d'un million de francs au Conservatoire, différents dons au Musée du Louvre, au Musée des Arts décoratifs et au Musée Bonnat.